# جو داسين
جوزيف «جو» إيرا داسين (بالفرنسية: Joe Dassin)‏(؛ 5 نوفمبر 1938 - 20 أغسطس 1980) مغني وكاتب أغاني فرنسي من أصل أمريكي . وواحد من أساتذة الغناء الفرنسي . غنى العديد من الأغاني الفرنسية المهمة مثل إن لم تكوني موجودة وأغنية مرحباً وهو أيضاً ابن المخرج السينمائي الشهير جول داسين.

## حياته
ولد داسين في مدينة نيويورك للمخرج السينمائي الأمريكي جول داسين (1911-2008) وبياتريس لونر (1913-1994)، درس بعد تخرجه من المدرسة الثانوية العبرية في برونكس مع عازف الكمان البريطاني هارولد بيركلي في مدرسة جوليارد للموسيقى.
بدأ طفولته أولاً في مدينة نيويورك ولوس أنجلوس. ومع ذلك، بعد أن وقع والده ضحية لقائمة هوليوود السوداء في عام 1950 ، انتقل هو وعائلته من مكان إلى آخر في أوروبا.
درس داسين في مدرسة جنيف الدولية ومعهد لي-روس في سويسرا، وتخرج في غرونوبل. عاد داسين إلى الولايات المتحدة، حيث التحق بجامعة ميشيغان في آن أربور بولاية ميشيغان من 1957 إلى 1963، وفاز بجائزة هوبوود للخيال عام 1958 وحصل على بكالوريوس الآداب عام 1961 وماجستير في الآداب عام 1963 ، كلاهما في الأنثروبولوجيا.
توفي داسين بنوبة قلبية خلال إجازة في تاهيتي في 20 أغسطس 1980. كان يتناول الغداء مع العائلة والأصدقاء في مطعم Chez Michel et Éliane في بابيتي عندما سقط فجأة على كرسيه فاقدًا للوعي. قام طبيب كان يأكل أيضًا في المطعم بتدليك داسين للقلب ، لكن توفي داسين في المطعم. كانت سيارة الإسعاف الوحيدة في بابيتي غير متوفرة في ذلك الوقت واستغرقت وصولها 40 دقيقة. تم دفن جسده في قسم Beth Olam في Hollywood Forever Cemetery في هوليوود ، كاليفورنيا

## وصلات خارجية
- Joe Dassin في قاعدة بيانات الأفلام على الإنترنت